# Menticirrhus americanus
Menticirrhus americanus es una especie de pez de la familia Sciaenidae en el orden de los Perciformes.

## Morfología
Los machos pueden llegar alcanzar los 50 cm de longitud total y 1.070 g de pes.

## Depredadores
En Brasil es depredado por Carcharhinus porosus .

## Hábitat
Es un pez de clima subtropical (41°N-51°S) y demersal que vive hasta los m de profundidad.

## Distribución geográfica
Se encuentra en el Océano Atlántico occidental: desde  Nueva York hasta Texas y desde la Bahía de Campeche hasta Buenos Aires. Está ausente del sur de Florida y de las Antillas.

## Observaciones
Es inofensivo para los humanos.